# Vitmaskad bulbyl
Vitmaskad bulbyl (Pycnonotus leucops) är en nyligen urskild fågelart i familjen bulbyler inom ordningen tättingar.

## Utseende och läte
Vitmaskad bulbyl är en olivbrun bulbyl med karakteristiskt vitt ansikte och stort och mörkt öga. Liknande svarttyglad bulbyl som den tidigare ansågs utgöra en del av har mörkare ansikte. Lätena är låga och spinnande, avgivna i upprepning eller i en något stigande och sedan fallande sång.

## Utbredning och systematik
Fågeln förekommer på norra Borneo från bergen Kinabalu till Mulu och Murud. Fram tills nyligen kategoriserades den som underart till svarttyglad bulbyl (Pycnonotus flavescens), men urskiljs allt oftare som egen art. 

## Levnadssätt
Vitmaskad bulbyl hittas i bergstrakter. Den ses födosöka i fruktbärande träd, men även i låga buskage utmed klippiga toppar i de högsta bergsområdena. 

## Status och hot
Arten har ett stort utbredningsområde, men tros minska i antal, dock inte tillräckligt kraftigt för att den ska betraktas som hotad. Internationella naturvårdsunionen IUCN listar arten som livskraftig (LC).